# Volker Bromm
Pour les articles homonymes, voir Bromm.
Volker Bromm est un astronome américain qui est professeur à l'université du Texas à Austin,.

## Biographie
Bromm étudie la physique à l'université de Heidelberg et reçoit une maîtrise en science en physique et obtient, en 2000, un doctorat de l'université Yale. Jusqu'en 2004, il réalise une recherche postdoctorale à l'université Cambridge et à l'université Harvard. Après cette date, il travaille comme assistant professeur et, à partir de 2009, comme professeur associé avec une titularisation à l'université d'Austin. Il devient professeur titulaire à partir de 2014.
Ses recherches portent sur la formation des étoiles et des galaxies à l'origine de l'univers précoce, la réionisation, le haut décalage vers le rouge d'une supernova, le sursaut de rayons gamma et la formation d'trou noir supermassif.

## Publication
- Volker Bromm, Naoki Yoshida: The First Galaxies . In: Annual Review of Astronomy and Astrophysics . band 49 , No. 1 , 18 August 2011, p. 373–407 , doi : 10.1146/annurev-astro-081710-102608 (English, utexas.edu [PDF; 1,1 MB ]).
- Tommy Wiklind, Bahram Mobasher, Volker Bromm (eds.): The First Galaxies: Theoretical Predictions and Observational Clues . Springer, 2015,  (ISBN 978-3-642-44860-7) (English).

## Prix
- 2004 : Parainage du Space Telescope Science Institute
- 2002 : Prix Robert J. Trumpler (Astronomical Society of the Pacific)